# Дельта-лучи
Де́льта-лучи́ (де́льта-электро́ны, δ-электро́ны) — вторичное излучение высокой энергии, образующееся в результате ионизации молекул воздуха альфа-частицами и другими быстрыми тяжёлыми частицами. Состоит из электронов с энергией порядка 1 кэВ.  Дельта-лучи отличаются от бета-лучей не только меньшей энергией, но и иным характером энергетического спектра.
При прохождении тяжёлой частицы ({\displaystyle m\gg m_{e}}) с зарядом {\displaystyle q} и скоростью {\displaystyle v} пути {\displaystyle dx} в среде образуется {\displaystyle dN_{\delta }} δ-электронов с кинетическими энергиями в промежутке {\displaystyle [T_{e};T_{e}+dT_{e}]}:
{\displaystyle dN_{\delta }={\frac {1}{(4\pi \varepsilon _{0})^{2}}}{\frac {2e^{2}q^{2}}{m_{e}v^{2}}}\cdot n_{e}dx\cdot {\frac {dT_{e}}{T_{e}^{2}}}},
где {\displaystyle n_{e}} — плотность электронов в среде.
δ-электроны образуются довольно редко, когда электрону передаётся значительная энергия, обычно же пролетающие через среду частицы в среднем теряют очень небольшую порцию энергии при столкновении с электронами среды.
δ-электроны также способны вызывать ионизацию воздуха с образованием третичного излучения — так называемых эпсилон-лучей.
Термины дельта-лучи и эпсилон-лучи введены Дж. Дж. Томсоном.